# Вираг, Лайош
Лайош Вираг (венг. Virág Lajos, р.27 июня 1977) — венгерский борец греко-римского стиля, призёр чемпионата мира.

## Биография
Родился в 1977 году в Эгере. В 2002 году занял 9-е место на чемпионате Европы. В 2003 году занял 9-е место на чемпионате мира, и 10-е - на чемпионате Европы. В 2004 году принял участие в Олимпийских играх в Афинах, но стал там лишь 9-м. В 2005 году стал серебряным призёром чемпионата мира, однако на чемпионате Европы оказался лишь 17-м. На чемпионате мира 2006 года занял 8-е место. В 2008 году принял участие в Олимпийских играх в Пекине, но стал там лишь 17-м.